# Villamedianilla
Villamedianilla es una localidad y un municipio situados en la provincia de Burgos, en la comunidad autónoma de Castilla y León (España), comarca de Odra-Pisuerga, partido judicial de Burgos.

## Geografía

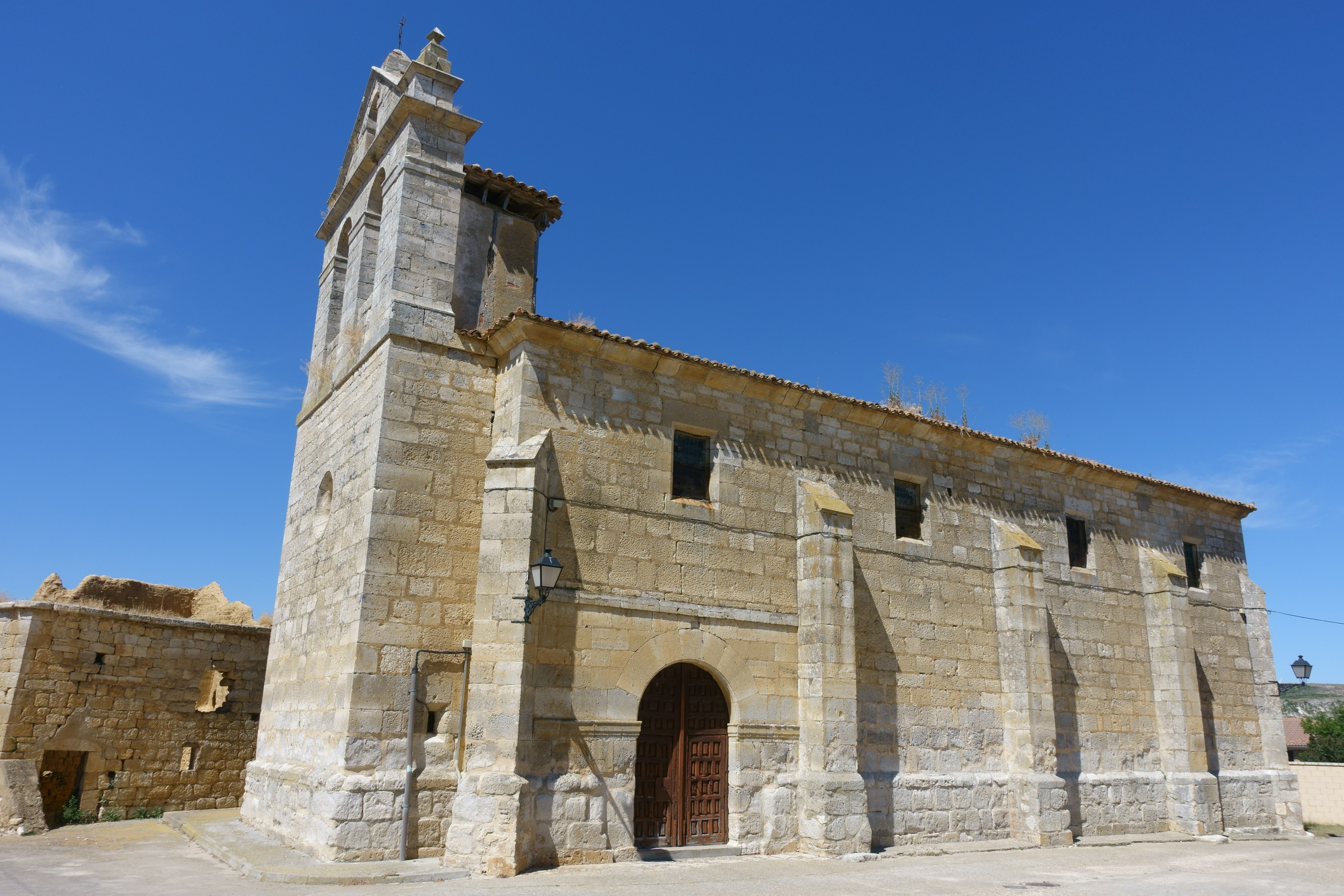
Iglesia de San Pedro Apóstol

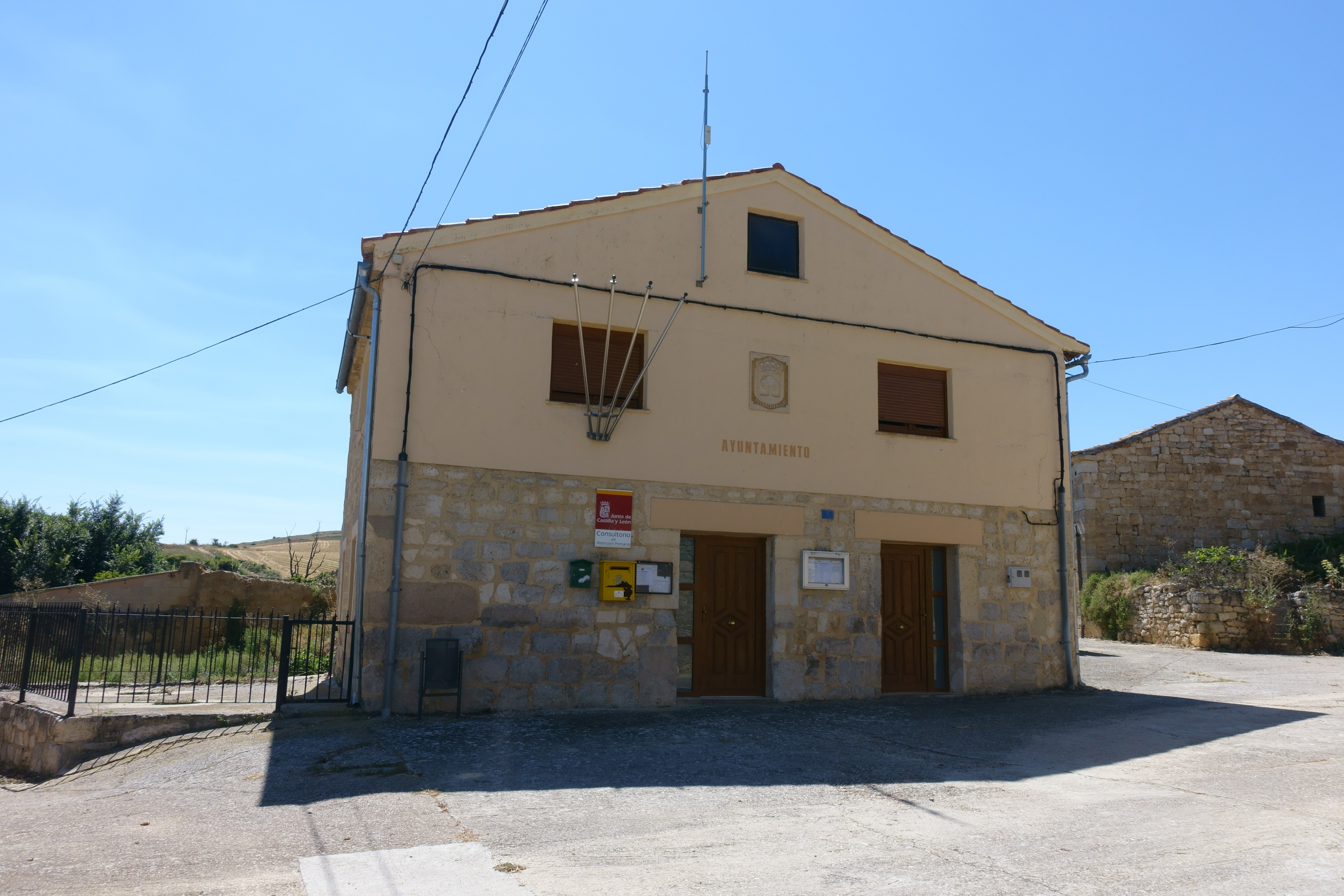
Casa consistorial

Es un municipio de España, en la provincia de Burgos, comunidad autónoma de Castilla y León. Tiene un área de 6,76 km² con una población de 12 habitantes (INE 2019) y una densidad de 1,77 hab/km².

### Medio ambiente
Coto privado de caza BU-10.009, que afecta a 648,088 ha

## Historia
Lugar que formaba parte, en su categoría de pueblos solos, del Partido de Castrojeriz, uno de los catorce que formaban la Intendencia de Burgos, durante el periodo comprendido entre 1785 y 1833, en el Censo de Floridablanca de 1787, jurisdicción de realengo con alcalde pedáneo.

## Demografía
Villamedianilla cuenta con una población de 9 habitantes (INE 2024).
| Gráfica de evolución demográfica de Villamedianilla entre 1842 y 2021                                                 |
| |
| Población de derecho según los censos de población del INE. Población de hecho según los censos de población del INE. |

| 1991 |  | 1996 |  | 2001 |  | 2004 |
| ---- |  | ---- |  | ---- |  | ---- |
| 29   |  | 29   |  | 25   |  | 24   |